# 1060
| Calendário gregoriano                                                        | 1060 MLX                                              |
| Ab urbe condita                                                              | 1813                                                  |
| Calendário arménio                                                           | 509 – 510                                             |
| Calendário bahá'í                                                            | -784 – -783                                           |
| Calendário budista                                                           | 1604                                                  |
| Calendário chinês                                                            | 3756 – 3757 Início a 4 de fevereiro (aproximadamente) |
| Calendário copta                                                             | 776 – 777                                             |
| Calendário etíope                                                            | 1052 – 1053                                           |
| Calendários hindus - Vikram Samvat - Calendário nacional indiano - Cáli Iuga | 1115 – 1116 981 – 982 4160 – 4161                     |
| Calendário Holoceno                                                          | 11060                                                 |
| Calendário islâmico                                                          | 452 – 453                                             |
| Calendário judaico                                                           | 4820 – 4821                                           |
| Calendário persa                                                             | 438 – 439                                             |
| Calendário rúnico                                                            | 1310                                                  |
| Calendário solar tailandês                                                   | 1603                                                  |

1060 (MLX, na numeração romana) foi um ano bissexto do século XI do Calendário Juliano, da Era de Cristo, e as suas letras dominicais foram  B e A (52 semanas), teve início a um sábado e terminou a um domingo.
No território que viria a ser o reino de Portugal estava em vigor a Era de César que já contava 1098 anos.
| Ano completo                      |
| --------------------------------- |
| Ano bissexto com início ao sábado |

## Eventos
- Filipe I sucede a Henrique I no trono da França.
- Iniciam-se os Concílios de Compostela, até 1063.

## Nascimentos
- Emérico I de Narbona (1060 - 1105) que foi Visconde de Narbona, na região de Languedoque-Rossilhão, França.
- Guilherme IV de Toulouse - foi conde de Toulouse faleceu em 1092.
- Ramiro Aires, nobre do Condado Portucalense e um dos primeiros a usar o nome de família Carpinteiros.
- Lucídio Godins, Nobre medieval português ligado ao Mosteiro de Fonte Arcada em Póvoa de Lanhoso, Braga.
- Godofredo I de Brabante m. 1139) conde de Brabante.
- Soeiro Fromarigues, Senhor de Grijó e patrono do Mosteiro de Grijó, m. 1103 na Batalha de Vatalandi.

## Mortes
- 4 de agosto - Rei Henrique I de França, (n. 1008).
- Sunifredo II de Lluçà senhor de Lluçà.